# Diócesis de Karwar
La diócesis de Karwar (en latín: Dioecesis Karvarensis y en inglés: Roman Catholic Diocese of Karwar) es una circunscripción eclesiástica de la Iglesia católica en India. Se trata de una diócesis latina, sufragánea de la arquidiócesis de Bangalore. Desde el 1 de mayo de 2019 es sede vacante y su administrador apostólico es el obispo Derek Fernandes.

## Territorio y organización
La diócesis tiene 10 277 km² y extiende su jurisdicción sobre los fieles católicos de rito latino residentes en el distrito del Kannada Septentrional del estado de Karnataka.
La sede de la diócesis se encuentra en la ciudad de Karwar, en donde se halla la Catedral de Asunción de María Virgen.
En 2021 en la diócesis existían 68 parroquias.

## Historia
La diócesis fue erigida el 24 de enero de 1976 con la bula Christi iussum del papa Pablo VI, obteniendo el territorio de la diócesis de Belgaum.

## Estadísticas
Según el Anuario Pontificio 2022 la diócesis tenía a fines de 2021 un total de 46 282 fieles bautizados.
| Año                                                                             | Población            | Población | Población      | Sacerdotes | Sacerdotes    | Sacerdotes    | Bautizados por sacerdote | Diáconos permanentes | Religiosos | Religiosos | Parroquias |
| Año                                                                             | Bautizados católicos | Total     | % de católicos | Total      | Clero secular | Clero regular | Bautizados por sacerdote | Diáconos permanentes | Varones    | Mujeres    | Parroquias |
| ------------------------------------------------------------------------------- | -------------------- | --------- | -------------- | ---------- | ------------- | ------------- | ------------------------ | -------------------- | ---------- | ---------- | ---------- |
| 1980                                                                            | 41 523               | 1 307 286 | 3.2            | 40         | 26            | 14            | 1038                     |                      | 14         | 129        | 29         |
| 1990                                                                            | 46 809               | 1 544 700 | 3.0            | 58         | 49            | 9             | 807                      |                      | 12         | 197        | 42         |
| 1999                                                                            | 50 525               | 1 570 000 | 3.2            | 98         | 87            | 11            | 515                      |                      | 13         | 260        | 59         |
| 2000                                                                            | 51 200               | 1 562 783 | 3.3            | 100        | 89            | 11            | 512                      |                      | 13         | 260        | 63         |
| 2001                                                                            | 52 745               | 1 850 000 | 2.9            | 87         | 75            | 12            | 606                      |                      | 14         | 219        | 65         |
| 2002                                                                            | 53 200               | 1 850 000 | 2.9            | 88         | 76            | 12            | 604                      |                      | 15         | 224        | 65         |
| 2003                                                                            | 53 600               | 1 850 000 | 2.9            | 88         | 76            | 12            | 609                      |                      | 15         | 227        | 65         |
| 2004                                                                            | 53 870               | 1 353 300 | 4.0            | 92         | 79            | 13            | 585                      |                      | 15         | 222        | 65         |
| 2006                                                                            | 53 800               | 1 368 000 | 3.9            | 102        | 84            | 18            | 527                      |                      | 21         | 224        | 65         |
| 2013                                                                            | 44 450               | 1 428 000 | 3.1            | 121        | 102           | 19            | 367                      |                      | 21         | 238        | 65         |
| 2016                                                                            | 44 815               | 1 485 000 | 3.0            | 124        | 101           | 23            | 361                      |                      | 29         | 248        | 67         |
| 2019                                                                            | 45 515               | 1 536 130 | 3.0            | 137        | 111           | 26            | 332                      |                      | 33         | 252        | 68         |
| 2021                                                                            | 46 282               | 1 568 530 | 3.0            | 139        | 113           | 26            | 332                      |                      | 31         | 232        | 68         |
| Fuente: Catholic-Hierarchy, que a su vez toma los datos del Anuario Pontificio. |                      |           |                |            |               |               |                          |                      |            |            |            |

## Episcopologio
- William Leonard D'Mello † (24 de enero de 1976-24 de febrero de 2007 retirado)
- Derek Fernandes (24 de febrero de 2007-1 de mayo de 2019 nombrado obispo de Belgaum)
  - Sede vacante (desde el 2019)
  - Derek Fernandes, desde el 1 de mayo de 2019 (administrador apostólico)